# Respect!
「Respect!」（リスペクト）は、Metisの2枚目のシングル。2007年5月23日発売。

## 収録曲
1. Respect!  
  - 作詞・作曲：Metis
  - TBS系『COUNT DOWN TV』2007年5月度エンディングテーマ
2. Ring  
  - 作詞・作曲：Metis
  - 日本テレビ系『女神のハテナ』2007年6月度エンディングテーマ
3. 梅は咲いたか 桜はまだかいな(Piano Version)
  - 作詞・作曲：Metis
4. Respect!(radio edit)
5. Respect!(instrumental)
6. Ring(instrumental)